# Kunfehértó
Kunfehértó är en ort i Ungern.   Den ligger i provinsen Bács-Kiskun, i den centrala delen av landet, 130 km söder om huvudstaden Budapest. Kunfehértó ligger 134 meter över havet och antalet invånare är 2 281.
Terrängen runt Kunfehértó är mycket platt. Runt Kunfehértó är det ganska glesbefolkat, med 28 invånare per kvadratkilometer. Närmaste större samhälle är Kiskunhalas, 9,7 km nordost om Kunfehértó. Omgivningarna runt Kunfehértó är en mosaik av jordbruksmark och naturlig växtlighet.